# Насадкинский сельсовет
Насадкинский сельсовет — упразднённая административно-территориальная единица, существовавшая на территории Московской губернии и Московской области до 1954 года.
Насадкинский сельсовет был образован в первые годы советской власти. По данным 1918 года он входил в состав Рогачёвской волости Дмитровского уезда Московской губернии.
По данным 1926 года в состав сельсовета входили деревни Алексеево, Глазачево, Насадкино и Пехово.
В 1929 году Насадкинский с/с был отнесён к Дмитровскому району Московского округа Московской области.
20 мая 1930 года к Насадкинскому с/с были присоединены селения Надмошье и Паньково упразднённого Надмошского с/с, переданного из Ленинского района.
27 февраля 1935 года Насадкинский с/с был передан в Коммунистический район.
14 июня 1954 года Насадкинский с/с был упразднён. При этом его территория (селения Алексеево, Глазачево, Надмошье, Насадкино, Паньково и Пехово) была передана в Куликовский с/с.